# 9号族
サラブレッドの血統、特にファミリーナンバーの概念においてヴィントナー・メア（'Vintner Mare、1670年代?）の牝系（母系）子孫のことを9号族（Family 9）という。19世紀中ごろまでは4%程度の勢力しかもっていなかったが、19世紀後半以降勢力を増し続けており、1920年頃に4号族を逆転。現在1号族に次ぐ10%強の勢力を持つ。
アイルランドのエメライン・ヒルらは、ベイボルトン・メアの子孫（9-b, 9-c）とメイドオブマッサムの子孫（9-e, 9-h, 9-f, 9-g）との間でmtDNAが一致しないことを報告している。前者はレディージョセフィン（ナスルーラ等）を出しており、9号族の主要な系統の1つを形成しているが、実は12号族と同じハプロタイプ、D1系統であるという。一方、メイドオブマッサムの子孫はA1である。A系統はアラブ種などに多く見られ、イギリス在来馬にはあまり見られないハプロタイプである。
代表馬はそれぞれ
- ベイボルトン・メアの子孫 - アリダー、アスコリピチェーノ。レディジュラーの子孫のフェアトライアル、テューダーミンストレル、カネケヤキ、ミホシンザン、ブラストワンピース。ムムタズマハルの子孫のマームード、ナスルーラ、ロイヤルチャージャー、オクタゴナル、プティトエトワール、シャーガー、オーソーシャープ、ホクトベガ、タニノギムレット、スマートファルコン、タイトルホルダー。

- メイドオブマッサムの子孫 - マカイビーディーヴァ、ガリレオ、キングスシアター、サーバートン、アックアック、トムロルフ、カラカラ、シリーン、ラグーザ、ブルリー、ホッコータルマエ、キタサンブラック、トゥザヴィクトリー、ベガ、メジロラモーヌ、ミスターシービー、メイズイ、ジャンタルマンタル。
- 上記2頭を経由しない馬 - パントレセレブル、モンタヴァル、サイレンススズカ等。

## 牝系図
- Vintner Mare（Curwen Arabian） -- F-No.9
  - White Legged Lowther Barb Mare（White Legged Lowther Barb）
    - Old Spot Mare（Old Spot）
      - Curwen Bay Barb Mare（Curwen Bay Barb）
        - Bay Bolton Mare（1728, Bay Bolton）
          - Crab Mare（Crab） -- F-No.9-c
          - Sweepstakes Mare（Sweepstakes） -- F-No.9-b

      - Curwen Bay Barb Mare（Curwen Bay Barb） -- F-No.9-a
        - Miss Jigg（1717, Jigg）
          - Mab（1740, Crab） -- F-No.9-d

        - Basto Mare（1711, Basto）
          - Cyprus Arabian Mare（1720, Cyprus Arabian）
            - Switch（1739, Lonsdale's Arabian）
              - Tipsey（1750, Starling）
                - Babraham Blank Mare（1771, Babraham Blank）
                  - Columbine（1781, Espersykes）
                    - Miss Muston（1790, King Fergus）
                      - Delpini Mare（1807, Delpini）
                        - Comus Mare（1816, Comus）
                          - Miss Lydia（1838, Belshazzar）
                            - Maid of Masham（1845, Don John） -- F-No.9-e
                              - Teddington Mare（1855, Teddington）
                                - Adelaide（1866, Young Melbourne） -- F-No.9-h

                              - Young Melbourne Mare（1859, Young Melbourne） -- F-No.9-g
                              - Toxophilite Mare（1861, Toxophilite） -- F-No.9-f

## 主な分枝

### 9-c
18世紀の牝馬クラブメア（Crab Mare）を祖とする分枝で、この牝系からイギリスダービー馬が4頭、ケンタッキーダービー馬を1頭出している。日本での代表的な末裔に、東京優駿などに優勝したタニノギムレットがいる。
特にクラブメアから20代先に出たムムタズマハルの牝系が有名で、マームード・ナスルーラ・ロイヤルチャージャーといった名種牡馬もここを出身としている。ただし、この牝系には血統の一部に不明瞭な部分が存在する。
またムムタズマハルの牝系以外にも、アメリカ合衆国に輸入された牝馬の末裔にはリアルディライト・アリダーの2頭のアメリカ殿堂馬などが出ている。
F-No.9-c
- Crab Mare (Crab) 
  - Patriot Mare (Patriot [Bolton])
    - Patriot [Wentworth's] (牡、1757 Regulus)

  - Mogul Colt Mare (Mogul Colt)
    - Dainty Davy Mare (1767 Dainty Davy)
      - Matchem Mare (1777 Matchem)
        - Sister 1 to Toby (1784 Highflyer)
          - Javelin Mare (1797 Javelin)
            - Floyerkin (1808 Stride)
              - Cramlington Mare (1817 Cramlington)
                - Arcot Lass (1821 Ardrossan)
                  - St. Giles (牡、1829 Tramp)
                  - Miss Giles (1831 Lottery)
                    - Maroon (牡、1837 Mulatto)

                  - Scroggins (牡、1833 Tramp)
                  - Bloomsbury (牡、1836 Mulatto)

        - Sister 2 to Toby (1785 Highflyer)
          - Matilda (1804 Whiskey)
            - Sorcerer Mare (1808 Sorcerer)
              - Matilda (1818 Orville)
                - Marigold (1829 Cain)
                  - Jeff Davis (牡、1847 Hero)

                - Cumberland (牡、1836 Camel)

        - Toby (牡、1786 Highflyer)

  - Patriot Mare (Pariot [Bolton])
    - Syphon (牡、1750 Squirt)
    - Lady (1758 Sweepstakes [Turner's])
      - Mop-squeezer (1768 Matchem)
        - Orange-squeezer (1788 Highflyer)
          - Allegranti (1797 Pegasus)
            - Walton Mare (1812 Walton)
              - Phantomia (1820 Phantom)
                - Anna Maria (1829 Truffle)
                  - Leviathan Mare (1842 Leviathan)
                    - Fanny Mcalister (1858 O' Meara)
                      - Rapidan (1865 Jack Malone)
                        - Alaska (1877 Hiawatha)
                          - Grace J (1887 Great Tom)
                            - Grace Commoner (1904 The Commoner)
                              - Washoe Belle (1913 Sweep)
                                - Ruddy Light (1921 Honeywood)
                                  - Chicleight (1926 Chicle)
                                    - Blue Delight (1938 Blue Larkspur) ---→ブルーディライト牝系

                                  - Light Lark (1937 Blue Larkspur)
                                    - Larksnest (1943 Bull Dog)
                                      - Miss Larksfly (1948 Heelfly)
                                        - T. V. Lark (牡、1957 Indian Hemp)

                                  - Errard (牡、1942 Challenger)

                - Camel (牡、1830 Camel)
                - Allegrante (1831 Young Truffle)
                  - Argentile (1839 Bertrand)
                    - Victoire (1847 Margrave)
                      - Zaidee (1855 Belshazzar)
                        - Nannie McDowell (1872 Leamington)
                          - Hinda (1884 Hindoo)
                            - Lucille Murphy (1891 Isaac Murphy)
                              - Lute (1899 Watercress)
                                - Kiluna (1912 Golden Maxim)
                                  - Kai-Sang (牡、1919 The Finn)

                      - Lilla (1856 Yorkshire)
                        - General Duke [Judge Curtis] (牡、1865 Lexington)
                        - Lemonade (1862 Lexington)
                          - Saunterer (せん、1878 Leamington)

                    - Minnie Mansfield (1849 Glencoe)
                      - Hubbard (牡、1869 Planet)

    - Shuttle (牡、1759 Young Cade)

  - Mogul Mare (Mogul)
    - Spot Mare (Spot [Hutton's])
      - Wilson Arabian Mare (1755 Wilson's Arabian)
        - Engineer Mare (1770 Engineer)
          - Chatsworth Mare (1775 Chatsworth)
            - Abba Thulle (牡、1785 Young Marske)
            - Arra Kooker (牡、1789 Drone)

          - Young Sir Peter Mare (1791 Young Sir Peter) ---→下記参照

#### ヤングサーピーターメアの末裔
この9-c分枝にはヤングサーピーターメア（Young Sir Peter Mare）およびその子孫も含まれるが、ジェネラルスタッドブックによると、その血統が捏造されていた疑いがあるとされる。同書において、ヤングサーピーターメアの血統については以下のように記されている。（以下、ジェネラルスタッドブック第1巻354ページより一部引用）

"YOUNG SIR PETER MARE (son of Doge) MARE,
Her dam by Engineer - Wilson's Arabian - Hutton's Spot - Mogul - Crab - B Bolton - Curwen Barb - Spot - White-legged Lowther Barb - Vintner Mare
| 1797 | ch | c | Quilter, by Standard              | Mr. Baker     |
| 1798 | b  | c | by Overton (cut)                  | Sir F Boynton |
| 1799 | ch | c | Garnerin, or Garnera, by Restless | Mr. Byndloss  |
| 1800 | b  | f | Spitfire, by Beningbrough         | Mr. Flint     |

（引用ここまで）
これはヤングサーピーターメアが、ヴィントナーメア（9号族の祖）から11代目、クラブメア（9-c分枝の祖）から5代目にあたる馬であり、4頭の産駒を出したことを証明した記述である。同書ではこの記述に添えて、ヤングサーピーターメア産駒の馬主でもあったベイカーとバトラーという人物らによって血統が捏造されたと付記した。それによれば、ベイカーおよび生産者のパーシバルという人物は同馬の産駒を半血馬として申告し、半血馬用の競走で勝ち星を挙げたとある。
このヤングサーピーターメアの産駒とされる牝馬・スピットファイアの牝系からは優れた競走馬が多く出ており、ブルース・ロウとカジミエシュ・ボビンスキーらが考案したファミリーナンバーの概念に合致することが望まれ、現在ではヤングサーピーターメアは「9-c分枝のもうひとつの祖」として扱われている。また、ヤングサーピーターメアの父も後にサーピーターペレット（Sir Peter Pellet）が正しいとされ、さらにそのサーピーターペレットも後にミルフィールド（Milfield）と呼ぶことが適切と考えられるようになったことから、この牝系分枝の祖の名前はミルフィールドメア（Milfield Mare）が正しいと考えられる。
この牝系からはムムタズマハルが出ており、そこから先もまた大牝系が形成されている。
- Milfield Mare (Sir Peter Pellet → Milfield) = Young Sir Peter Mare (1791 Young Sir Peter)
  - Spitfire (1800 Beningbrough)
    - Nancy (1813 Dick Andrews)
      - Britannia (1834 Muley)
        - Verona (1856 Yorkshire)
          - Vauxhall (牡、1865 Lexington)
          - Foster (牡、1867 Lexington)

        - Voucher (牡、1845 Wagner)

      - Longwaist (牡、1821 Whalebone)
      - Muley Moloch (牡、1830 Muley)
      - Muliana (1831 Muley)
        - Mongulistan (1844 Venison)
          - Ada (1860 Knight of St George)
            - Querida (1870 King John)
              - Maid of Kilcreene (1884 Arbitrator)
                - Palotta (1893 Gallinule)
                  - Americus Girl (1905 Americus)
                    - Lady Josephine (1912 Sundridge)
                      - Lady Juror (1919 Son-in-Law)
                        - Jurisdiction (1925 Abbots Trace)
                          - Bishopscourt (1945 His Grace)
                            - Queen of Speed (1950 Blue Train)
                              - Kashmir (牡、1963 Tudor Melody)

                        - The Black Abbot (牡、1926 Abbots Trace)
                        - The Recorder (牡、1927 Captain Cuttle)
                        - Riot (1929 Colorado)
                          - Commotion (1938 Mieuxce)
                            - Combat (牡、1944 Big Game)
                            - Faux Tirage (牡、1946 Big Game)
                            - Aristophanes (牡、1948 Hyperion)

                        - Fair Trial (牡、1932 Fairway)
                        - Sansonnet (1933 Sansovino)
                          - Tudor Minstrel (牡、1944 Owen Tudor)

                      - Mumtaz Mahal (1921 The Tetrarch) ---→ムムタズマハル牝系